# 베헤모스 (항성)
용골자리 에타(η Carinae, η Car, 베헤모스)는 용골자리에 있는 매우 밝은 극대 거성이다. 이 항성의 질량은 태양의 최소 약 100배에 이르며, 밝기는 태양의 약 500만 배 정도이다.

## 별명
별명으로 베헤모스라고도 불린다.

## 연구
용골자리 에타는 가장 연구가 활발하게 이루어지고 있는, 태양 근처에 있는 극대거성이다. 에타별은 극대거성 중에서도 넓은 파장대에 걸친 스펙트럼 자료로 광도가 가장 정확하게 알려져 있다. 이에 비해 피스톨 별과 같은 다른 극대거성들은 관측 자료값이 정확하지 못하다.

## 특징
용골자리 에타 처럼 태양 질량의 약 100배가 넘는 천체들은, 태양보다 약 100만 배 정도 밝게 빛난다. 이들은 우리 은하 내에서 매우 희귀한 존재들로, 통틀어 수십 개 정도 있을 것으로 추정한다. 이들은 항성 질량의 마지노선인 에딩턴 한계에 근접하거나, 또는 더 무거울 수도 있다. 에딩턴 한계는 항성의 복사압과 중력이 겨우 평형을 이룰 수 있는 한계점을 말한다. 이 한계점인 태양질량 약 120배를 넘는 항성은 형태를 겨우 유지할 수 있으며, 머지 않은 미래에 초신성 또는 극초신성으로 최후를 맞게 될 것이다.
용골자리 에타의 가장 특이한 천체 물리학적 특징은, 1843년 이래 계속 관측되고 있는 큰 규모의 폭발들(초신성 위장 현상이라고도 함)이다. 몇 년 동안 에타별은 초신성 폭발과 비슷한 가시광선 밝기를 보여주었으나 최후를 맞지는 않았다. 다른 '위장' 초신성들은 타 은하에서도 여럿 발견되었는데 대표적인 예로 NGC 1058에 있는 초신성 1961v와 UGC 4904의 초신성 2006jc가 있다. 이들은 2004년 대규모 폭발을 일으켰다. 특기할 사항은 후자 2006jc는 2년 뒤 2006년 실제 초신성 폭발을 일으켜 죽음을 맞았다. 초신성 위장 현상은 해당 항성 표면이 불안정하거나, 초신성 진화에 실패한 상태로 보고 있다. 160년 동안 관찰되어 온 에타별의 폭발 현상들은 위장 폭발의 초기 형태로, 아직 에타는 안정을 찾지 못하고 있다.
용골자리 에타는 용골자리(적경 10시 45.1분, 적위 −59도 41분)에 있으며 지구에서의 거리는 약 7,500에서 약 8,000 광년 사이이다. 북위 27도 이하에서만 관찰이 가능하다.
용골자리 에타 관련 명칭들은 혼란을 줄 소지가 있다. 아래는 정확한 정의이다.
1. '용골자리 에타'는 별 그 자체를 말하는 것이다.
2. '호문쿨루스 성운'은 용골자리 에타에서 분출된 가스 구름이다.(허블 우주 망원경의 영상)
3. '열쇠구멍 성운'은 근처에 있는 무정형 성운으로, 훨씬 더 크다.
4. NGC 3372(용골자리 성운)는 용골자리 에타을 포함한 무겁고 밝은 별들이 태어나고 있는 영역이다.
5. 용골자리 에타가 속해 있는 산개성단 '트럼플러 16'은 용골자리 성운 내에 있다. 용골자리 성운은 트럼플러 14와 같은 산개 성단들을 지니고 있다.

## 밝기 변화

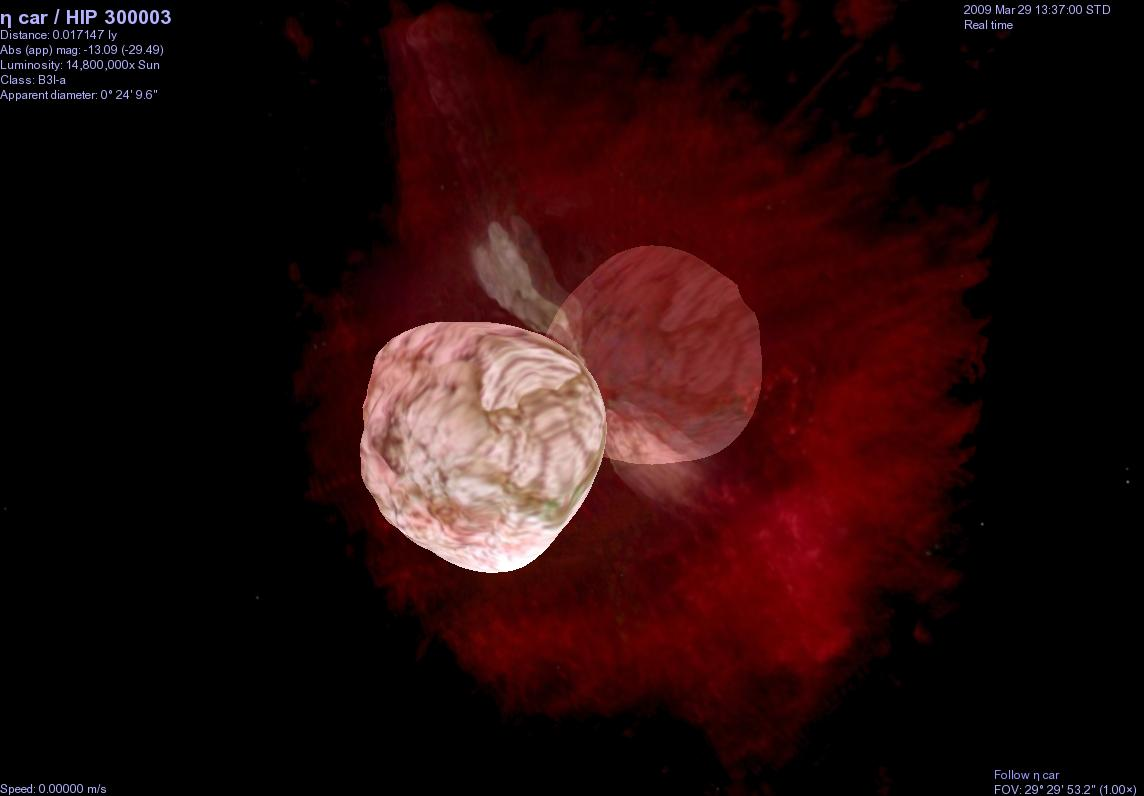
셀레스티아의 용골자리 에타 시뮬레이션.

용골자리 에타에서 특기할 사항 하나는 밝기가 변한다는 것이다. 에타별은 밝은 청색 변광성이자 쌍성이다.
1677년 에드먼드 핼리가 이 별을 항성 목록에 수록했을 때 용골자리 에타의 밝기는 +4등급에 불과했다. 그러나 1730년 이 별은 매우 밝아졌고 이 당시 용골자리에서 가장 밝은 별 중 하나였다. 이후 다시 에타는 어두워졌고 1782년 원래 밝기로 돌아갔다. 이후 1820년 다시 밝기가 증가했으며 1827년 약 10배로 밝아졌고, 1843년 -0.8등급까지 밝아졌다. 참고로, 태양의 겉보기 등급이 -26.8등급 정도 된다. 즉 태양 만큼은 아니지만 엄청나게 밝다는 것이다. 이 밝기는 밤하늘에서 시리우스 다음으로 밝은 수치였다. (시리우스는 약 8.6광년밖에 떨어져 있지 않지만, 에타별은 그 보다 약 900배나 더 멀리 있다. 예를 들어 비교하면, 시리우스의 밝기를 14.5미터 떨어진 촛불로 가정하면 에타별은 10 킬로미터 떨어진 곳에서 촛불 밝기로 보이는 존재이다.)
용골자리 에타는 가끔 큰 규모의 폭발을 일으킨다. 가장 마지막 밝게 폭발한 것은 1841년이었다. 이 폭발의 정확한 원인은 알려져 있지 않다. 가장 큰 가능성이 있는 이론은 막대한 밝기로 인하여 생기는 복사압이 원인이라는 것이다.
1843년 이후 용골자리 에타는 어두워지기 시작했고, 1900년에서 1940년까지 +8등급으로 맨눈으로 보이지 않게 되었다.
'분광 극소' 또는 '엑스선 식(蝕)' 현상이 2003년 한여름 일어났다. 천문학자들은 지상 및 우주 공간상 관측 수단들을 동원한, 큰 규모의 관측 캠페인을 벌였다. 관측 도구로는 허블 우주 망원경, 찬드라 엑스선 관측선, INTEGRAL 감마선 우주 관측선, 초대형 망원경 등이 있었다. 이 관측 캠페인의 목적은 에타별이 쌍성인지 여부를 밝히는 것이었고, 만약 그렇다면 동반성의 정체를 밝히는 것과 분광 극소 현상의 원인을 규명하는 것, 19세기 일어났던 큰 폭발과 분광 극소 현상 사이의 관계를 알아내는 것 등이었다.
팔세타-곤칼베스 팀은 엑스선 곡선과 쌍성의 성풍-성풍 충돌지대의 진화 양상이 서로 일치함을 찾아냈다. 이후 전파 영역 실험을 통해 일치 현상은 설득력을 더 얻게 되었다.
에타별의 스펙트럼에서 정확히 5.52년 간격으로 일부 방출선들이 흐려지는 것이 발견되었는데, 이 간격은 수십 년간 일정했다. 에타의 전파 방출량 및 엑스선 밝기는 위 현상이 일어날 때 함께 감소하였다. 상기 현상과 함께, 적외선 영역 관측 결과로 용골자리 에타가 쌍성계일 가능성은 높아졌다. 이 가상의 반성은 표면 온도는 뜨겁지만 질량은 에타보다 작으며 주성을 5.52년 간격으로 공전하고 있고, 이심률이 큰 공전 궤도를 그리고 있다.
천문학자 카시 및 소커는 반성에서 나오는 전리복사가 전파되는 양상을 연구했다. 반성의 복사 에너지는 2차 성풍을 만나고 뱃머리 충격파를 돌파한 뒤, 주성에서 나오는 성풍에 흡수되고 있었다. 흡수량의 정도는 충격파 내 1차 성풍의 압축 요인에 의해 결정된다. 압축 요인은 1차 성풍 내 자기압에 의해 정해진다. 후충격 1차 성풍에 의한 흡수 변화량은 궤도 위상에 따라 쌍성주변 가스의 이온화 구조를 바꾸며, 에타별의 전파 곡선 양상의 원인을 설명해 줄 수 있다. 장축단 근처에서의 빠른 변화는 강착 단계의 징후를 보여 준다.
용골자리 에타는 예기치 않게 1998년에서 1999년 사이 밝기가 두 배 증가했다. 2018년 기준으로 에타별의 밝기는 +4.3등급으로, 맨눈으로 볼 수 있다.

## 예상

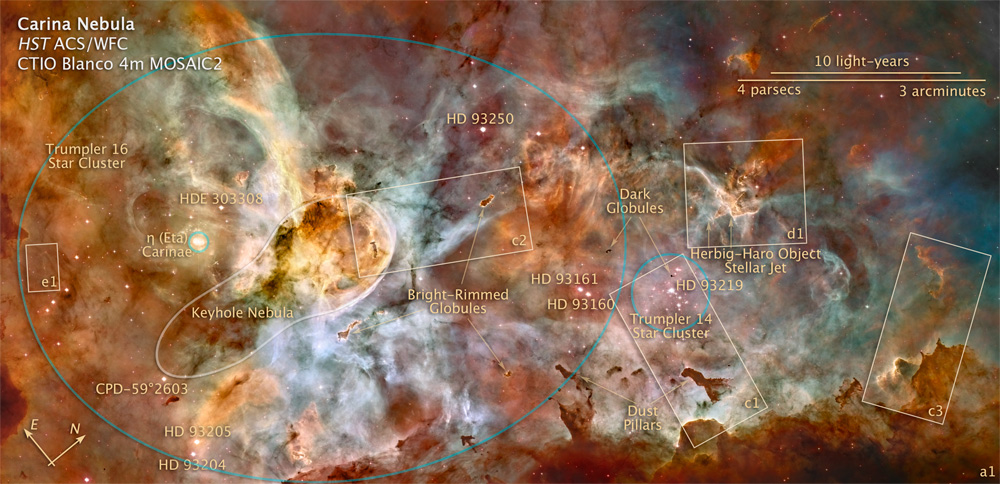
용골자리 성운(NGC 3372)내 다른 천체들과 함께 에타별의 위치가 표시되어 있다. 허블 우주 망원경이 촬영.

용골자리 에타처럼 질량이 막대한 별들은 극도로 밝기 때문에 내부의 연료를 빠르게 소진한다. 에타별은 앞으로 수천 년 이내에 초신성 혹은 극초신성 폭발을 일으킬 것이다. 현재 에타가 항성진화 중 어느 단계에 있는지는 확실하지 않지만, 수천 년 내 혹은 수 년 내로도 폭발할 수 있다. (혹은 이미 폭발했을 수도 있다) 그런데 만약 수천 년 후 에타가 폭발한다면, 이는 에타가 이미 질량 방출 단계에 들어간 것으로 해석할 수도 있다. 에타별과 같은 밝은 청색변광성들은 만약 그들이 극초신성으로 폭발할 정도의 질량을 유지할 수 없을 경우, 초신성이 되기 전 질량을 우주 공간으로 방출하면서 울프-레이에별로 진화한다.
최근 에타별의 운명에 대한 다른 추측이 나왔다. 2004년 10월 20일 아마추어 천문가 고이치 이타가키는 지구에서 7,700광년 떨어진 살쾡이자리 UGC 4904의 초신성 2006jc가 초신성 폭발을 일으켰다고 보고했다. 그러나 이 별은 밝기 13.8등급에 분광형 lb 초신성으로 2년 더 산 뒤, 실제 초신성 폭발로 일생을 마감했다. 고이치 이타가키가 관측했던 '초신성 위장 사건'에서 이 별은 목성 질량 20배에 해당하는 물질을 우주 공간으로 뿜어냈다.
초신성 2006jc와 에타별은 비슷하기 때문에, 나사 고다드 우주비행센터 스테판 이믈러는 에타별은 우리 생애 내 또는 앞으로 몇 년 이내에 초신성 폭발을 일으킬 수 있다고 주장했다. 그러나 캘리포니아 대학교 스탠퍼드 우즐리는 스테판의 주장을 반박하며, 에타별은 항성진화 초기단계에 있고 에타 내부에는 핵융합에 필요한 재료 여러 가지가 존재한다고 주장했다.
최근 에타별과 비슷한 또 다른 존재로 2006년 9월 18일 관측된, 2억 3800만 광년 떨어진 NGC 1260 내 초신성 2006gy가 있다. 초신성 폭발 모형을 연구하는 천문학자들은 이 초신성의 최후와 용골자리 에타가 겪을 운명이 흡사할 것으로 추측하고 있다.
7,500광년이 아주 먼 거리는 아니기 때문에 에타별이 초신성 폭발을 할 경우 지구는 그 영향을 받게 될 것이다. 그러나 폭발로부터 나오는 감마선 및 기타 우주선은 지구의 자기장 및 대기권이 충분히 보호할 수 있는 수준에 불과할 것이며, 인간들에게 큰 피해는 주지 않을 것으로 보인다. 다만 대기 상단 오존층 및 이 높이에 있는 우주 탐사선, 인공 위성 및 우주인들이 피해를 볼 것이다. 대기 상층부에 에타의 폭발이 미칠 영향이 훨씬 더 크리라고 보는 의견들도 있다.
에타가 폭발하면 낮에도 에타의 섬광을 볼 수 있고, 밤에는 책을 읽을 정도로 밝아질 것으로 보는 과학자도 있다. 폭발시 에타는 양 자전축에서 감마선 폭발을 일으킬 것이다. 하지만 에타별의 자전축이 지구를 향하고 있지 않기 때문에, 이 막대한 폭발은 지구에는 큰 영향을 주지 않을 것이다.
최근 이 별에서 방출되는 5.3년 주기 전자기 복사 주기를 관측한 결과, 에타는 쌍성 혹은 삼중성일 가능성이 제기되고 있다. 이것이 사실이라면 에타가 일으킬 초신성 혹은 극초신성 폭발의 강도 및 방향이 상황에 따라 달라질 수도 있다.(현재 에타는 쌍성이며 에타B가 에타 주위를 돌고 있다.에타보다 훨씬 작지만 청색 거성이기 때문에 매우 뜨겁다.에타의 에너지를 흡수한 B는 극초신성으로 폭팔할 가능성이 있다.)

## 같이 보기
- 초신성 2006gy
- 초신성 2006jc
- 피스톨별
- 밝은 청색변광성
- LBV 1806-20